# Associazione Sportiva Reggina 1947-1948
Questa pagina raccoglie i dati riguardanti l'Associazione Sportiva Reggina nelle competizioni ufficiali della stagione 1947-1948.

## Stagione
La squadra, allenata inizialmente da Luigi Bertolini ed in seguito da Guido Dossena, ha concluso il girone T della Serie C 1947-1948 al secondo posto, venendo pertanto ammessa ai play-off per la promozione in serie B, poi persi contro Catanzaro e Benevento raccogliendo 3 sconfitte e 1 vittoria con il Benevento in casa per 3-1.

## Rosa
| N. |                   | Ruolo | Calciatore      |
| -- | ----------------- | ----- | --------------- |
| -  | Italia (bandiera) | P     | Modafferi       |
| -  | Italia (bandiera) | P     | Luigi Pendibene |
| -  | Italia (bandiera) | P     | Cotroneo        |
| -  | Italia (bandiera) |       | Zanni           |
| -  | Italia (bandiera) |       | Tamietti        |
| -  | Italia (bandiera) |       | Porcino         |
| -  | Italia (bandiera) |       | Cara I          |
| -  | Italia (bandiera) |       | Cara II         |
| -  | Italia (bandiera) |       | Bertolino       |
| -  | Italia (bandiera) |       | Bercich         |
| -  | Italia (bandiera) | C     | János Chawko    |

| N. |                   | Ruolo | Calciatore         |
| -- | ----------------- | ----- | ------------------ |
| -  | Italia (bandiera) | A     | Erminio Bercarich  |
| -  | Italia (bandiera) |       | Sculli             |
| -  | Italia (bandiera) |       | Sperti             |
| -  | Italia (bandiera) |       | Collica            |
| -  | Italia (bandiera) |       | Michele Santacroce |
| -  | Italia (bandiera) | C     | Antonio Pirillo    |
| -  | Italia (bandiera) |       | Chiaruttini        |
| -  | Italia (bandiera) |       | Gaetano            |
| -  | Italia (bandiera) |       | Barone             |
| -  | Italia (bandiera) |       | Caridi             |
| -  | Italia (bandiera) |       | Gentilomo          |

## Piazzamenti e Marcatori
- Serie C: 2º posto

## Marcatori
| Marcatori |                   |                   |
| Reti      | Nazionalità       | Nome              |
| 24        | Italia (bandiera) | Erminio Bercarich |
| 17        | Italia (bandiera) | Sperti            |
| 10        | Italia (bandiera) | Cara I            |
| 6         | Italia (bandiera) | Santacroce        |
| 4         | Italia (bandiera) | Collica           |
| 4         | Italia (bandiera) | Sculli            |
| 4         | Italia (bandiera) | Bercich           |
| 2         | Italia (bandiera) | Chawko            |
| 1         | Italia (bandiera) | Bertolino         |
| 1         | Italia (bandiera) | Tamietti          |
| 1         | Italia (bandiera) | Cara II           |